# 齐格蒙特·贝林格
齐格蒙特·亨里克·贝林格（波蘭語：Zygmunt Henryk Berling；1896年4月28日—1980年7月11日），波兰将领和政治家，生于奥匈帝国利马诺瓦，第一次世界大战期间曾加入毕苏斯基领导的波兰军团，后参与波苏战争。在第二次世界大战东线战场作战期间，他建立了波兰第一军，即后来波兰人民军的前身。